# Eleição municipal de Blumenau em 2024
A eleição municipal de Blumenau em 2024 foi realizada no dia 6 de outubro. Os eleitores do município foram às urnas para eleger um prefeito, um vice-prefeito e 15 vereadores. O prefeito titular era Mário Hildebrandt, do PL, que assumiu o cargo em 25 de abril de 2018 após a renúncia de Napoleão Bernardes, e que foi reeleito em 2020. Segundo a legislação eleitoral, Mario não esteve apto para disputar uma nova reeleição.

## Candidatos

### Prefeitura
O atual prefeito Mário Hildebrandt (PL) não pode ser candidato à reeleição. Outras personalidades anunciaram pré-candidatura ou intenção de concorrer, como Odair Tramontin (NOVO), o deputado estadual Egídio Ferrari (PL), a deputada federal Ana Paula Lima (PT), Rosane Martins (PSOL) e Ricardo Alba (PODE).
| Candidato | Candidato       | Partido | Partido | Vice              | Partido | Partido | Possível Coligação                                                                | Ref.                          |
| --------- | --------------- | ------- | ------- | ----------------- | ------- | ------- | --------------------------------------------------------------------------------- | ----------------------------- |
|           | Odair Tramontin |         | NOVO    | Carlos Wagner     |         | PSD     | Blumenau de um jeito NOVO NOVO PSD                                                | [ 2 ] [ 5 ] [ 6 ]             |
|           | Egidio Ferrari  |         | PL      | Maria Regina Soar |         | PSDB    | Proteger e Servir PL PP Republicanos FE PSDB Cidadania UNIÃO PRD MDB              | [ 2 ] [ 7 ] [ 8 ] [ 9 ] [ 6 ] |
|           | Ana Paula Lima  |         | PT      | Leo Bittencourt   |         | PSB     | União, Renovação e Trabalho FE Brasil (PT,PV, PCdoB) PSB PDT Avante Solidariedade | [ 2 ] [ 10 ] [ 11 ] [ 6 ]     |
|           | Rosane Martins  |         | PSOL    | Jaísa Dolzan      |         | PSOL    | Federação PSOL REDE PSOL REDE                                                     | [ 2 ] [ 6 ]                   |
|           | Ricardo Alba    |         | PODE    | Percy de Borba    |         | PODE    | —                                                                                 | [ 2 ] [ 4 ] [ 12 ] [ 6 ]      |

### Câmara Municipal
Entre os 15 vereadores de Blumenau, 5 mudaram de partido até o fechamento da janela partidária. Dois deles migraram para o PL, que aumentou sua bancada para 3 parlamentares. PSD, UNIÃO e PP receberam com 1 novo vereador cada um. O PL se torna a maior bancada da Câmara Blumenauense, seguido pelo NOVO, PSDB, PSD e PP, com 2 vereadores cada.
Alguns partidos perderam representação na Câmara após a janela partidária. É o caso do PRD e do SOLIDARIEDADE.

## Pesquisas eleitorais

### 1º Turno
| Fonte  | Data(s) conduzidas | Amostragem | Ana Paula PT | Egidio Ferrari PL | Odair ramontin Novo | Ricardo Alba PODE | Rosane Martins PSOL | Branco Nulo | Abst. Indec. | Vantagem |       |      |      |      |       |       |
| ------ | ------------------ | ---------- | ------------ | ----------------- | ------------------- | ----------------- | ------------------- | ----------- | ------------ | -------- | ----- | ---- | ---- | ---- | ----- | ----- |
| Fonte  | Data(s) conduzidas | Amostragem | Incope       | 26-28 Set         | 600                 | 21,3%             | 44,6%               | Branco Nulo | Abst. Indec. | Vantagem | 16,6% | 3,3% | 2,6% | 0,6% | 10,6% | 23,3% |
| Incope | 19-22 Ago          | 600        | 18%          | 42,8%             | 16,2%               | 4,8%              | 2,2%                | 3,7%        | 12,3%        | 24,8%    |       |      |      |      |       |       |

## Resultados

### Prefeito
| Candidato a Prefeito   | Candidato a Vice-Prefeito | Votos  | Porcentagem |
| ---------------------- | ------------------------- | ------ | ----------- |
| Egidio Ferrari (PL)    | Maria Regina Soar (PSDB)  | 95.075 | 51,4%       |
| Odair Tramontin (NOVO) | Carlos Wagner (PSD)       | 55.968 | 30,26%      |
| Ana Paula Lima (PT)    | Leo Bittencourt (PSB)     | 29.071 | 15,72%      |
| Ricardo Alba (PODE)    | Percy de Borba (PODE)     | 3.383  | 1,83%       |
| Rosane Martins (PSOL)  | Jaísa Dolsan (PSOL)       | 1.490  | 0,81%       |
| Votos brancos          | Votos brancos             | 5.254  | 5.254       |
| Votos nulos            | Votos nulos               | 7.389  | 7.389       |
| Fonte:                 |                           |        |             |